# Palomeque
Palomeque è un comune spagnolo di 902 abitanti situato nella comunità autonoma di Castiglia-La Mancia.